# Czakaten
Czakaten – wieś w Armenii, w prowincji Sjunik. W 2011 roku liczyła 131 mieszkańców.